# 6577 Torbenwolff
6577 Torbenwolff eller 1978 VB6 är en asteroid i huvudbältet som upptäcktes den 7 november 1978 av de båda amerikanska astronomerna Eleanor F. Helin och Schelte J. Bus vid Palomarobservatoriet. Den är uppkallad efter den danske musikern Torben Wolff.